# 11724 Ronaldhsu
11724 Ronaldhsu (1998 HH146) là một thiên thạch trong vành đai chính được phát hiện vào ngày 21 tháng 04 năm 1998 bởi nhóm nghiên cứu tiểu hành tinh gần Trái Đất phòng thí nghiệm Lincoln ở Socorro.